# Haanina mitschkei
Haanina mitschkei är en kackerlacksart som först beskrevs av Hanitsch 1928.  Haanina mitschkei ingår i släktet Haanina och familjen jättekackerlackor. Inga underarter finns listade i Catalogue of Life.